# Henk Jan Ormel
Henk Jan Ormel, né le 15 décembre 1955 à Utrecht, est un homme politique néerlandais, membre de l'Appel chrétien-démocrate (CDA). Il est député européen en 2024.

## Biographie
Avant de devenir actif en politique, Ormel effectue son service militaire dans les troupes médicales de l'armée royale néerlandaise de septembre 1974 à septembre 1975. Il étudie la médecine vétérinaire à l'université d'État d'Utrecht de 1975 à 1983, après quoi il est assistant vétérinaire en Malaisie, à Wapse, Dwingeloo, Amsterdam et Tilburg de janvier 1983 à juin 1985. Ensuite, il est vétérinaire à Tilburg de 1985 à 1992, puis à Hengelo (Gelderland) de 1992 à 2002.
Il devient membre du CDA le 1er décembre 1999. En plus de ses activités parlementaires, Ormel est membre du conseil de surveillance de la Rabobank Graafschap-West depuis 2000 et membre du conseil consultatif de la Coopération pour la gestion de la nature agricole Het Onderholt. Il est également président de la bibliothèque publique de Hengelo et président du conseil consultatif de Nerum-Verdifarm (Belgique) de 1997 à 2001.
Ormel est le porte-parole en affaires étrangères de son parti et s'occupe également de la biotechnologie, du bien-être animal, de la santé animale et de l'utilisation des antibiotiques dans l'élevage. Il possède des certificats d'actions dans une entreprise pharmaceutique, ce qui est considéré comme un conflit d'intérêts. Après un article de presse à ce sujet, Ormel annonce le 26 mai 2011 avoir vendu ses certificats d'actions AUV, déclarant vouloir « éviter toute apparence de conflit d'intérêts ».
Le 12 juin 2012, il est annoncé que Ormel ne serait pas sur la liste des candidats du CDA pour les élections législatives de 2012 et ne reviendrait donc pas à la Deuxième Chambre après les élections. Lors de son départ de la Deuxième Chambre le 19 septembre 2012, Ormel est nommé chevalier dans l'ordre d'Orange-Nassau.
Ormel entre le 20 septembre 2012 en tant que médecin vétérinaire en chef à l'Organisation des Nations unies pour l'alimentation et l'agriculture (FAO), où il est coordinateur de la résistance antimicrobienne (RAM).
Aux élections européennes du 23 mai 2019, Ormel apparaît en cinquième place sur la liste du CDA. Il n'est pas élu et doit attendre le 27 février 2024 pour être appelé à siéger au Parlement européen en remplacement d'Esther de Lange. Il occupe ce mandat jusqu'à la fin de la législature le 15 juillet suivant.